# Languenan
Languenan é uma comuna francesa na região administrativa da Bretanha, no departamento Côtes-d'Armor. Estende-se por uma área de 15,9 km². Em 2010 a comuna tinha 1 169 habitantes (densidade: 73,5 hab./km²).